# Heinrich Joeppen
Heinrich Joeppen (né le 9 mars 1853 à Krefeld-Hüls, mort le 22 février 1927 dans la même ville) est évêque catholique de la Deutsches Heer puis de la Reichswehr de 1913 à 1920.

## Biographie
Heinrich Joeppen fréquente l'école primaire municipale de 1858 à 1866. À l'automne 1866, il va au collège Augustinianum de Gaesdonck (de) qu'il quitte en 1871 avec le certificat de fin d'études. Il étudie ensuite la théologie catholique et la philosophie à l'université de Münster et comme alumni au collège Borromée de Münster (de). Il entre au séminaire à l'automne 1874. Le 10 août 1875, il est ordonné prêtre avec une dispense pontificale (il n'a pas encore l'âge minimum requis pour la consécration). La Messe de prémices a lieu trois jours plus tard dans l'église de Hüls.
Il obtient un doctorat en théologie en 1886. Puis il reprend la paroisse de Liebfrauen-Überwasser (de) à Münster et est nommé répétiteur du séminaire. Dans le même temps, il reprend la rédaction de la revue pastorale du diocèse de Münster. Il conserve cette activité jusqu'en 1910, bien qu'il devient le 2 février 1894 en tant que pasteur de garnison à Wesel. En 1913, le pape Pie X le nomme évêque titulaire de Kissamos (de). Joeppen est aussi nommé évêque catholique de l'armée allemande par le roi de Prusse et l'empereur allemand Kaiser Guillaume II. L'ordination épiscopale est donnée par son ancien camarade de classe de Gaesdonck Felix von Hartmann, archevêque de Cologne, le 22 mars 1914 à la basilique Saint-Jean de Berlin, avec l'aide de Johannes Poggenburg (de), évêque de Münster, et Karl Augustin (de), évêque auxiliaire de Breslau. Joeppen a ses bureaux et son appartement près de la basilique Saint-Jean de Berlin, qui sert également d'église de garnison. Le 1er mai 1920, Joeppen prend sa retraite pour des raisons de santé.
Il a passé ses dernières années dans sa ville natale de Hüls et meurt le 22 février 1927 de la grippe et d'une pneumonie. Après l’enterrement dans la tombe du prêtre au cimetière de Hüls, Joeppen a sa dernière demeure en 1931 dans le baptistère de l’église paroissiale Saint-Cyriaque de Krefeld-Hüls, dans laquelle une tombe d’honneur est établie.